# Митва (зупинний пункт)
Ми́тва (біл. Мы́тва) — пасажирський залізничний зупинний пункт Гомельського відділення Білоруської залізниці на лінії Калинковичі — Словечно між зупинним пунктом Сосновий Бор (4 км) та станцією Єльськ (8,2 км). Розташований поблизу села Рудня Мозирського району Гомельської області. 
Раніше Митва, до будівництва двоколійної лінії, була станцією і мала три колії.

## Пасажирське сполучення
Приміське пасажирське сполучення здійснюється щоденно поїздами регіональних ліній економкласу сполученням Калинковичі — Словечно.